# Humboldtina
L'humboldtina (humboldtine in inglese) è un minerale appartenente al gruppo omonimo (ossalato idrato di ferro). È stato scoperto da Johann Friedrich August Breithaupt a Korozluky, distretto di Most, regione di Ústí nad Labem, Boemia, Repubblica Ceca e chiamato in tedesco eisen-resin (resina di ferro) a causa del suo aspetto.
È l'analogo della lindbergite contenente ferro al posto del manganese.

## Sinonimi, data di scoperta ed etimologia
Il minerale fu descritto nel 1821 e prende il nome da Friedrich Heinrich Alexander von Humboldt, scienziato, naturalista ed esploratore tedesco.. È chiamato anche oxalite od ossalite in base alla sua composizione chimica.

## Morfologia
L'humboldtina è stata scoperta sotto forma di piccoli cristalli gialli prismatici..

## Origine e giacitura
Questo minerale si trova nei giacimenti di lignite, raramente anche nelle pegmatititi granitiche e nei depositi minerari idrotermali.

## Caratteristiche chimico fisiche
- Peso molecolare 179,90 grammomolecole[3].

Composizione chimica:
- Ferro 31,04 %
- Idrogeno 2,24 %
- Carbonio 13,35 %
- Ossigeno 53,36 %
- Ossidi totali:
  - FeO 39,94 %
  - Acqua 20,03 %
  - C2O3 40,03 %
- Densità di elettroni 2,31 g/cm³[3]
- Indici quantici[3]:
  - Fermioni:0,0083096444
  - Bososni: 0,9916903556
- Indici di fotoelettricità[3]
  - PE=9,22 barn/elettroni
  - ρ=21,31 barn/cm³
- Indici di radioattività: GRapi = 0 (Il minerale non è radioattivo)[3]

## Località di ritrovamento
L'humboldtina è stata trovata a Bílina in Boemia, a Großalmerode nell'Assia-Nassau e nell'isola d'Elba: a Capo d'Arco e Capo Calamita.